# 卡氏半齧脂鯉
卡氏半齧脂鯉，為輻鰭魚綱脂鯉目脂鯉亞目脂鯉科的其中一個種，分布於南美洲Atrato河上游流域，體長可達6.7公分，棲息在沙石底質、褐色水質的溪流，生活習性不明。